# Oberamt Stockenroth

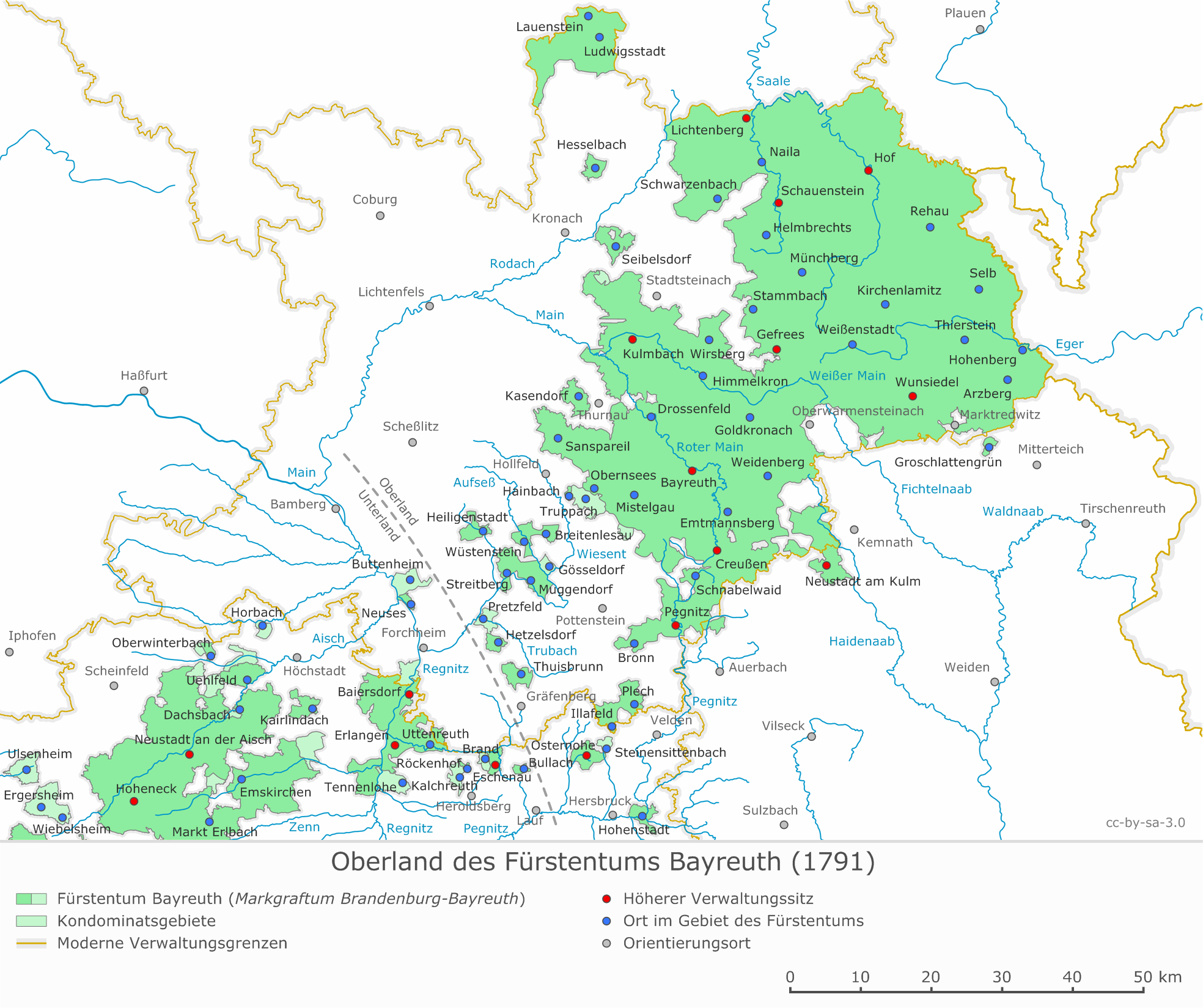
Das Oberland des Fürstentums Bayreuth mit dem Oberamt Pegnitz im Südosten

Das Oberamt Stockenroth war ein Verwaltungsgebiet des Fürstentums Bayreuth, das bis 1791/92 von einer Nebenlinie der Hohenzollern regiert wurde.
Im Schloss Stockenroth befand sich von Mitte des 16. Jahrhunderts bis ins 18. Jahrhundert der Sitz eines (Ober-)Amtes. Dieses hatten die Markgrafen dort eingerichtet um ihre neuen Besitzungen vor dem Waldstein zu verwalten. 1680 vereinigte Markgraf Christian Ernst die Ämter Münchberg, Stockenroth und Hallerstein im Oberamt Stockenroth. 1779 wurde es Teil der Landeshauptmannschaft Hof.

## Kasten- und Stadtrichteramt Münchberg
Zum Kasten- und Stadtrichteramt Münchberg gehörten folgende Orte:
Ahornberg, Ahornis, Albertsberg, Albertsreuth (z. T.), Almbranz, Angermühle, Benk, Bärlas (z. T.), Biengarten (z. T.), Bug, Bug, Dietelmühle, Edlendorf, Eiben bei Münchberg, Eiben bei Weißdorf, Förmitz (z. T.), Friedmannsdorf (z. T.), Geigersmühle, Germersreuth, Gottersdorf, Grossenau (z. T.), Grund, Hildbrandsgrün (z. T.), Horlachen, Jehsen, Laubersreuth, Lehsten (z. T.), Maulschelle, Meierhof, Markersreuth, Mechlenreuth, Mödlenreuth, Modlitzmühle, Münchberg, Mußenbach, Oelschnitz, Oelschnitzer Mühle, Oppenroth, Ottengrün, Plösen, Poppenreuth (z. T.), Querenbach, Rabenreuth, Reuthlas, Rieglersreuth (z. T.), Rothe Mühle, Schlegel, Schödlas, Schweinsbach (z. T.), Selbitz (z. T.), Sichartsmühle, Solg, Straas (z. T.), Ulrichsmühle, Unfriedsdorf, Weißdorf, Weißlenreuth, Wulmersreuth, Zimmermühle.

## Kasten- und Richteramt Sparneck
Der ursprüngliche Verwaltungssitz war Stockenroth. Erst seit Ende des 18. Jahrhunderts war es Sparneck. Zum Kasten- und Richteramt Sparneck gehörten folgende Orte:
Albertsreuth (z. T.), Bärlas (z. T.), Biengarten (z. T.), Bucheck, Bucheckmühle, Förmitz (z. T.), Friedmannsdorf (z. T.), Götzmannsgrün, Grossenau (z. T.), Großlosnitz, Grohenbühl, Hallerstein, Hildbrandsgrün (z. T.), Kleinlosnitz mit Mühle, Lehsten (z. T.), Lohmühle, Martinlamitz mit Mühle (Hasenmühle), Mussen, Poppenreuth (z. T.), Rieglersreuth (z. T.), Reinersreuth, Reinersreuther Mühle, Saalmühle, Schieda, Schnackenhof, Schweinsbach (z. T.), Selbitz (z. T.), Sparneck mit Mühle, Steinbühl, Straas (z. T.), Völkenreuth, Walpenreuth, Wüstenselbitz, Selbitz (z. T.), Wundenbach, Zell, Ziegelhütte.

## Weblink
- Das Fürstentum Bayreuth im Historischen Lexikon Bayerns, abgerufen am 26. November 2019